# مارک اندروز (کشتی‌گیر)
مارک اندروز (انگلیسی: Mark Andrews؛ زادهٔ ۲۵ ژانویهٔ ۱۹۹۲) کشتی‌گیر کشتی حرفه‌ای اهل بریتانیا است.